# Dario Varotari de Jongere

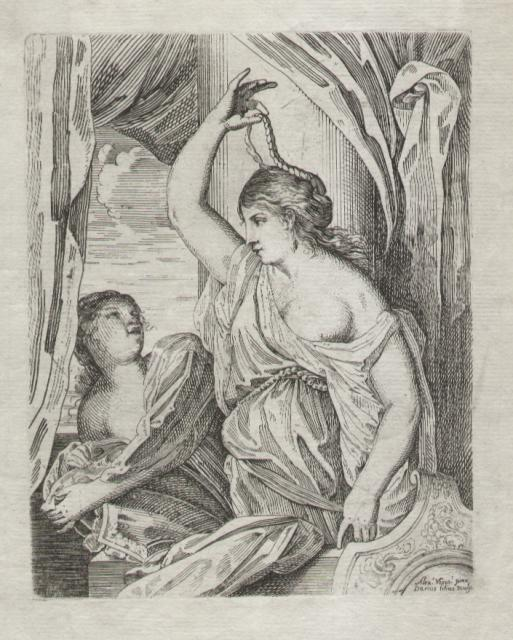
Jonge vrouw die het haar kamt (ets)

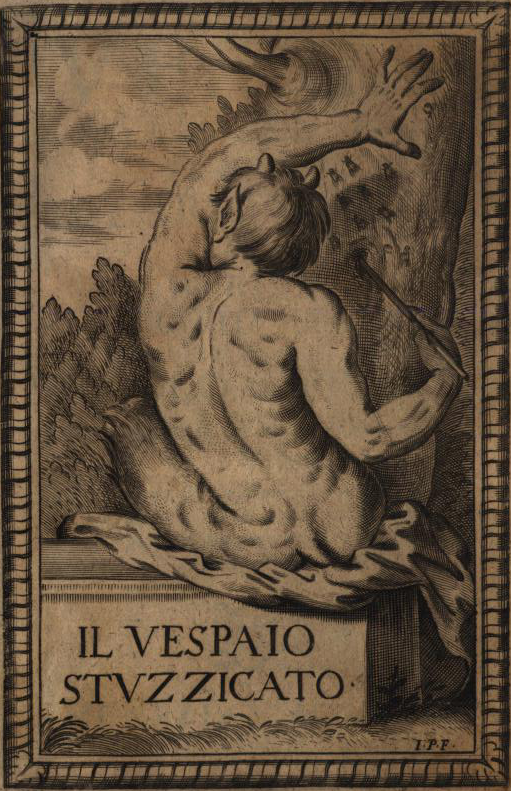
Het Opgepookte Wespennest (satire)

Dario Varotari de Jongere (Padua, circa 1650 – aldaar, eind 17e eeuw) was een medicus in de republiek Venetië die in zijn vrije tijd artistiek actief was. Het ging om schilderen, graveren en dichten. Varotari was een zoon van kunstschilder Alessandro Varotari, die op zijn beurt een zoon was van kunstschilder Dario Varotari de Oudere.

## Werken
Zijn schilderijen hadden als onderwerp portretten van klanten. Deze portretten waren populair in zijn tijd doch geen enkele is bewaard gebleven.
Een voorbeeld van gravure van zijn hand is De jonge vrouw die het haar kamt. 
De gedichten van Varotari waren ironisch en luchtig van aard: zo is de satire bekend gebleven genaamd Il Vespaio Stuzzicato of Het opgepookte wespennest (1671). Voorbeelden van sonnetten zijn El Sorze en Lontananza. Hij schreef in het Italiaans en in het Venetiaans.